# Bezirk Bóbrka
Bezirk Bóbrka  – dawny powiat (Bezirk) kraju koronnego Królestwo Galicji i Lodomerii, funkcjonujący w latach 1854–1867. Siedzibą starostwa było miasto Bóbrka.

## Historia
Bezirk Bóbrka utworzono w ramach reformy uwłaszczeniowej z okresu Wiosny Ludów (1848–1849), która likwidowała jurysdykcję właściciela ziemskiego nad poddanymi. W Galicji, dominium – jako podstawowa jednostka administracyjna i filar systemu feudalnego straciło rację bytu. Konieczne stało się zatem wprowadzenie nowego systemu administracyjnego, którego zręby powstały w latach 1851–1855. Nowy trójstopniowy podział administracyjny objął 21 cyrkułów (niem. Kreise), 179 małych powiatów (niem. Bezirke) i ponad 6000 gmin (niem. Gemeinde).
Bezirk Bóbrka objął obszar o wielkości 8,4 mil², zamieszkany przez 28.819 ludzi i podzielony na 45 gmin katastralnych, w tym jedno miasto (Bóbrka) i trzy miasteczka (Mikołajów, Świrz i Wybranówka). Wszedł w skład cyrkułu brzeżańskiego, jako jeden z jego ośmiu powiatów.
Po nadaniu Galicji autonomii oraz powołaniu samorządu gminnego i powiatowego w 1865 zlikwidowano cyrkuły (Kreise). Dotychczasowe małe powiaty (Bezirke) w liczbie 179, utrzymały się do 1867 roku, kiedy to w następstwie kolejnej reformy administracyjnej (23 stycznia 1867) zostały zastąpione przez 74 większych powiatów. Obszar zniesionego Bezirk Bóbrka wszedł wtedy w skład nowych powiatów bóbreckiego i przemyślańskiego (vide podział w tabeli poniżej).

## Podział administracyjny (1854)
| Lp. | Gmina jednostkowa       | Powierzchnia | Ludność | Powiat w 1867 po zniesieniu |
| --- | ----------------------- | ------------ | ------- | --------------------------- |
| 1   | Bóbrka (M)              | 2502         | 2763    | bóbrecki                    |
| 2   | Ernsdorf                | 2452         | 73      | bóbrecki                    |
| 3   | Łany                    | 2452         | 727     | bóbrecki                    |
| 4   | Mühlbach                | 1130         | 125     | bóbrecki                    |
| 5   | Pietniczany             | 1130         | 237     | bóbrecki                    |
| 6   | Rehfeld                 | 1955         | 126     | bóbrecki                    |
| 7   | Sarniki                 | 1955         | 452     | bóbrecki                    |
| 8   | Bakowce                 | 1612         | 337     | bóbrecki                    |
| 9   | Lubeszka                | 2992         | 335     | bóbrecki                    |
| 10  | Repechów                | 677          | 306     | bóbrecki                    |
| 11  | Trybuchowce             | 374          | 274     | bóbrecki                    |
| 12  | Żabokruki               | 1608         | 359     | bóbrecki                    |
| 13  | Budków                  | 2320         | 530     | bóbrecki                    |
| 14  | Dźwinogród              | 3548         | 1380    | bóbrecki                    |
| 15  | Hlebowice Wielkie       | 4867         | 1560    | bóbrecki                    |
| 16  | Horodysławice           | 1772         | 1010    | bóbrecki                    |
| 17  | Hryniów                 | 2103         | 641     | bóbrecki                    |
| 18  | Szołomyja               | 1179         | 768     | bóbrecki                    |
| 19  | Suchodół cum attinentiæ | 6920         | 1297    | bóbrecki                    |
| 20  | Łopuszna                | 2915         | 490     | bóbrecki                    |
| 21  | Kocurów                 | 910          | 519     | bóbrecki                    |
| 22  | Mikołajów (m)           | 611          | 613     | bóbrecki                    |
| 23  | Olchowiec               | 1053         | 275     | bóbrecki                    |
| 24  | Podjarków               | 1655         | 780     | bóbrecki                    |
| 25  | Podhorodyszcze          | 2017         | 826     | bóbrecki                    |
| 26  | Podmanasterz            | 1790         | 400     | bóbrecki                    |
| 27  | Podsosnów               | 1678         | 485     | bóbrecki                    |
| 28  | Romanów                 | 4475         | 916     | bóbrecki                    |
| 29  | Siedliska               | 1150         | 494     | bóbrecki                    |
| 30  | Stare Sioło             | 2950         | 934     | bóbrecki                    |
| 31  | Wodniki                 | 2195         | 639     | bóbrecki                    |
| 32  | Wołoszczyzna            | 1194         | 443     | bóbrecki                    |
| 33  | Hlebowice Świrskie      | 4145         | 893     | przemyślański               |
| 34  | Łanki Małe              | 1126         | 311     | bóbrecki                    |
| 35  | Świrz (m)               | 4191         | 1861    | przemyślański               |
| 36  | Kopań i Gniła           | 4191         | 379     | przemyślański               |
| 37  | Stoki                   | 1681         | 523     | bóbrecki                    |
| 38  | Sokołówka               | 1319         | 616     | bóbrecki                    |
| 39  | Choderkowce             | 1623         | 424     | bóbrecki                    |
| 40  | Strzałki                | 1715         | 432     | bóbrecki                    |
| 41  | Wybranówka (m)          | 1700         | 616     | bóbrecki                    |
| 42  | Bryńce Cerkiewne        | 1882         | 368     | bóbrecki                    |
| 43  | Bryńce Zagórne          | 1882         | 687     | bóbrecki                    |
| 44  | Borusów                 | 1434         | 272     | bóbrecki                    |
| 45  | Wołowe                  | 1378         | 323     | bóbrecki                    |

Objaśnienie:
(M) = miasto; (m) = miasteczko